# Jeanne II d'Auvergne
Pour les articles homonymes, voir Jeanne II.
Jeanne II d'Auvergne née en 1378 et morte en 1424, dite Jeanne de Boulogne, est comtesse d'Auvergne et comtesse de Boulogne par succession paternelle ; aussi duchesse de Berry et d'Auvergne puis comtesse de Guînes par ses deux mariages.

## Biographie

### Une enfance difficile
Jeanne est le seul enfant de Jean II comte d'Auvergne, dit le Mauvais Ménager, et d'Aliénor de Comminges. L’entente entre Jean II et son épouse bat rapidement de l’aile. Aliénor quitte le domicile conjugal en 1380. Elle part se réfugier, avec sa fille Jeanne, chez son cousin Gaston Fébus dans la vicomté de Béarn. Selon Froissart, l’épouse du Mauvais Ménager lui reprochait de ne point recouvrer son héritage passé aux mains de Jean II, comte d’Armagnac, et d’être un trop mol chevalier passant son temps à boire et à banqueter. Gaston Fébus, ayant proposé de devenir tuteur et curateur de sa petite cousine, Jeanne resta à l’Hôtel de Foix à Orthez tandis que sa mère rejoignit Avignon.

### Le duc de Berry s’approprie l’héritage de Jeanne
La rapacité de Jean de Berry, frère du roi de France Charles V, est telle qu’il n’hésite pas à spolier de ses fiefs Jean II, le père de Jeanne. Marcellin Bourdet, historien de l’Auvergne, fait une description apocalyptique de cette extorsion : 

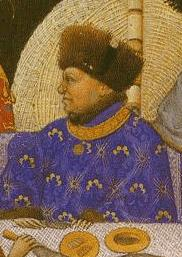
Jean, duc de Berry

Elle commence à Riom, le 6 novembre 1387, dans le palais du duc, en sa présence ; le demi-fou, terrorisé par les menaces, se résout à céder ses deux comtés au prince et son pays de Combrailles au chancelier et chambellan Pierre II de Giac. Elle se continue, en sortant du palais ducal, dans l’Hôtel d’Armand de Langeac, sénéchal d’Auvergne, gendre de Pierre II de Giac, où on l’amène dîner, ahuri de ce qu’il vient de faire. On le conduit dans l’auberge de Hugues Bernard, où la bande se remet à table et achève de l’étourdir, de l’enivrer avec un mélange de boissons. Puis, toute la nuit jusqu’au matin, on lui fait signer une foule de donations et de ventes, portant quittance bien entendu. On lui fit vendre ainsi tout ce qui lui restait et tout quittancer sans versement de fonds ; puis on le laissa sur ce lit d’auberge, vidé, ruiné, inerte, à moitié mort. 
Ainsi se fit le partage des dépouilles du comte d’Auvergne entre le duc de Berri et ses officiers. Et il n’y a pas à dire que le duc ne fut pas complice, car cette longue et ignoble scène de Riom se passait à deux pas du palais ; et il fut si bien averti que son neveu, le comte Jean II d’Armagnac, alors son hôte dans ce palais, se rendit à l’hôtellerie Bernard pour arracher le comte d’Auvergne, son cousin, aux spoliateurs ; mais on refusa de le laisser entrer et il ne put que crier de la rue des injures et des menaces de mort. Jean de Berri ratifia tout, naturellement.

### Le mariage avec Jean de Berry
En 1389, à la majorité de Charles VI, l’affaire, qui avait fait scandale, fut portée aux oreilles du roi qui promit d’en faire justice. Pour faire retrouver à Jeanne ses domaines d’Auvergne et de Boulogne un compromis fut trouvé. Âgée de onze ans, elle fut contrainte d’épouser le duc de Berry qui approchait de la cinquantaine, Jeanne récupère donc ses fiefs du Berry mais en apporte la suzeraineté à Jean de Berry par mariage. Jeanne quitte Orthez et rejoint Jean de Berry en Auvergne. Gaston Fébus, qui méprise le duc de Berry, ne manqua pas de présenter la note des frais de sa tutelle.

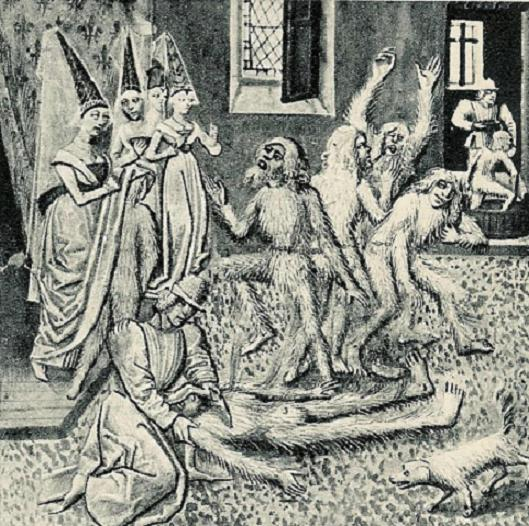
Le Bal des Ardents
À gauche, Jeanne de Boulogne recouvre le roi Charles VI de sa robe

### Le Bal des Ardents
Le 23 janvier 1393, le mardi avant la Chandeleur, Jeanne, désormais duchesse d’Auvergne et de Berry, alors âgée de 14 ans, participe au mariage d’une des dames de compagnie de la Reine. Le roi, Charles VI, déjà fragile psychologiquement, participe à cette occasion à un charivari à Paris. Il se déguise en sauvage avec cinq compagnons, des nobles de la cour. Par inadvertance, le frère du roi, Louis d'Orléans enflamme les déguisements avec sa torche. Les justaucorps enduit de poix, de poils et de plumes transforment les participants en torches humaines. Charles VI est sauvé par sa tante, Jeanne qui étouffe les flammes avec ses vêtements. Après cet épisode dit du Bal des Ardents. le roi s'enferme un peu plus dans la folie.

### Sa statue à Poitiers
La statue de Jeanne de Boulogne orne la cheminée de la grande salle du palais du duc de Berry à Poitiers. Elle est très certainement due au ciseau de Guy de Dammartin qui commença le chantier du pignon sud en 1387 mais dont le programme sculpté a dû être établi qu'à partir de 1389 à la suite de son mariage avec le duc.

### Son second mariage
Jeanne devient veuve à la mort de Jean de Berry le 15 juin 1416. Elle se remarie rapidement, avec Georges de la Trémoille, comte de Guînes. Celui-ci s’emploie à ruiner, maltraiter et dépouiller la jeune veuve. Tant et si bien que Charles VII, futur roi de France, autorise Jeanne à se retirer sur ses terres et à disposer librement de ce qui lui reste de son patrimoine. Jeanne rentre sur ses terres d’Auvergne et s’établit dans le modeste château de Saint-Sulpice dans le Tarn, tandis que Jean sans Peur, duc de Bourgogne, s’empare des terres de son mari. Ruinée, elle est finalement accusée de frapper de la fausse monnaie. Ce crime de lèse-majesté lui vaut d’être dépouillée de toutes ses terres en Languedoc par les officiers du roi. Elle meurt finalement en 1424 et fut inhumée aux côtés de son premier mari dans la Sainte-Chapelle de Bourges.